# Gencive

Détail d'une molaire humaine.1. Dent 2. Émail dentaire 3. Dentine 4. Pulpe dentaire 5. 6. 7. Cément 8. Couronne 9. 10. 11. collet 12. Racines 13. 14. 15. 16. Sulcus gingivae 17. Parodonte 18.Gencive 19. 20. 21. 22. Ligament alvéolo-dentaire 23. Os alvéolaire 24. 25. 26. 27. canal alvéolaire

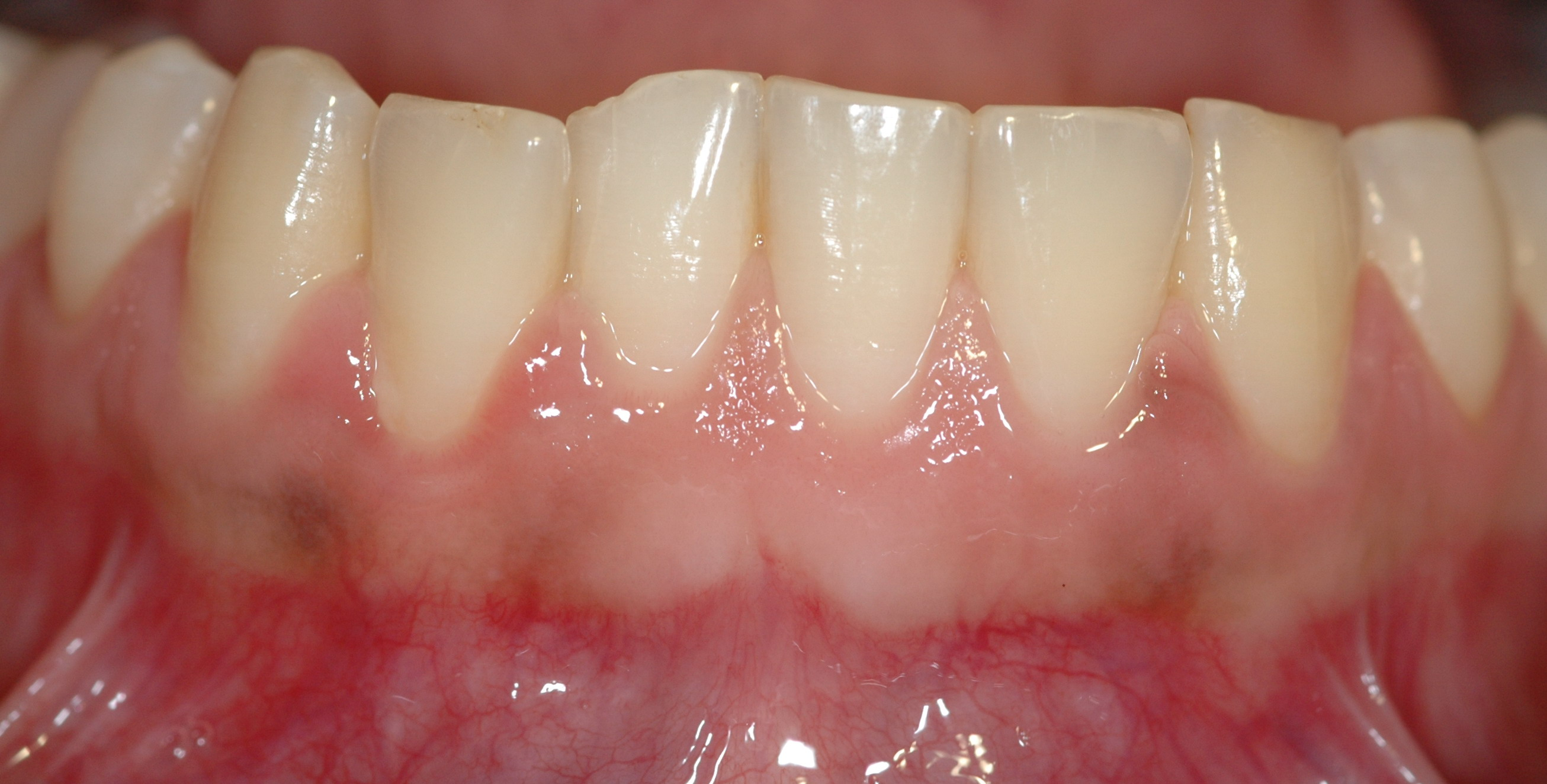
Gencive saine.

La gencive est la partie des muqueuses buccales qui assure le rôle de manchon étanche autour de chaque dent. Elle recouvre également l'os alvéolaire. Elle est la partie visible du parodonte. 
Elle est plus rose que les autres muqueuses de la bouche car elle contient (comme la peau mais dans une moindre mesure) de la kératine.
Aspect de la gencive saine : couleur rosée ; texture « en peau d'orange » ; ne saigne pas au simple contact. 

## Les différents types de gencives
La gencive peut se diviser en plusieurs parties :
- gencive marginale ou gencive libre.
En direction coronaire, la gencive se termine par le bord gingival libre aux contours festonnés. Cette gencive délimite, entre elle-même et la dent, un sillon appelé sulcus.
- gencive attachée.
Cette gencive est attachée à l'os alvéolaire sous-jacent.
- muqueuse libre.
En direction apicale, la gencive se continue avec la muqueuse alvéolaire lâche, de couleur rouge plus foncé, dont elle est séparée par une ligne de démarcation : la jonction muco-gingivale.
- papille gingivale.
C'est la gencive située dans l'espace entre chaque dent.

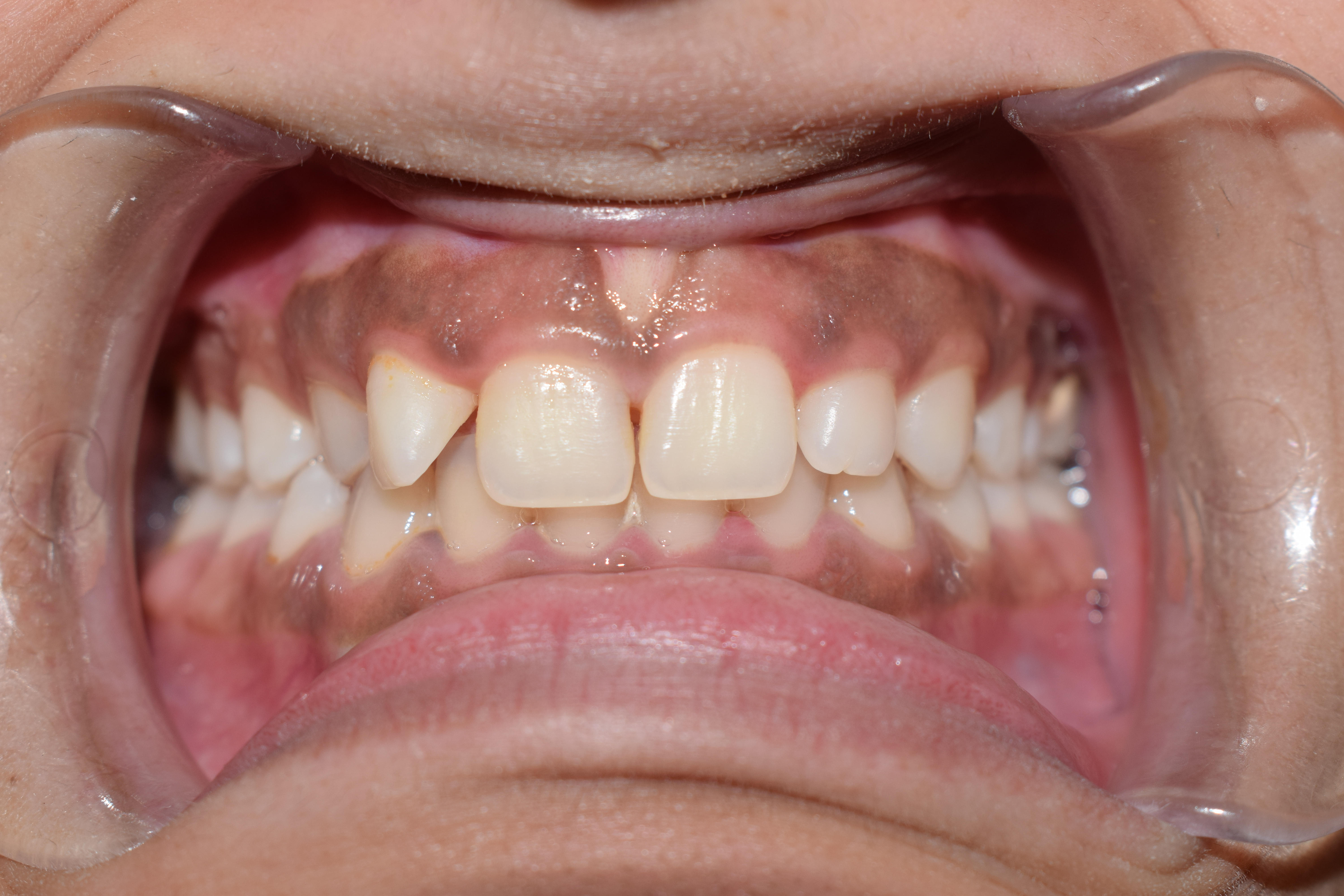
hyperpigmentation de la gencive

La gencive peut être plus ou moins épaisse, plus ou moins kératinisée. On observe une hyperkeratinisation de la gencive chez le fumeur.

## Pathologies
- Le manque d'hygiène buccale peut conduire à une gingivite. La gingivite est une inflammation de la gencive due à la plaque bactérienne, souvent cause de saignement de gencives lors du brossage de dents par exemple. Ces saignements (souvent dus à la présence de tartre dentaire dans la gencive) étaient autrefois soignés par des décoctions ou extraits liquides de salicaire commune[1].
- La gingivite peut facilement conduire à la parodontite ou à diverses formes de récessions gingivales.
- Des parasites hématophages tel Entamoeba gingivalis sont présents dans la majorité des cas de parodontites[2].
- Une pigmentation anormale de la gencive peut être un indice de certaines intoxications médicamenteuses [3] ; une intoxication chronique et grave au plomb (saturnisme) rend également les gencives grises (liseré gingival gris à bleu ardoise dit Liseré gingival de Burton), alors qu'une intoxication chronique par des sels d'argent pour leur donner une couleur bleutée (hydrargyrisme). Un mélanoacanthome peut aussi modifier l'apparence et la couleur (bleuissement) de la gencive[4].

## Traditions

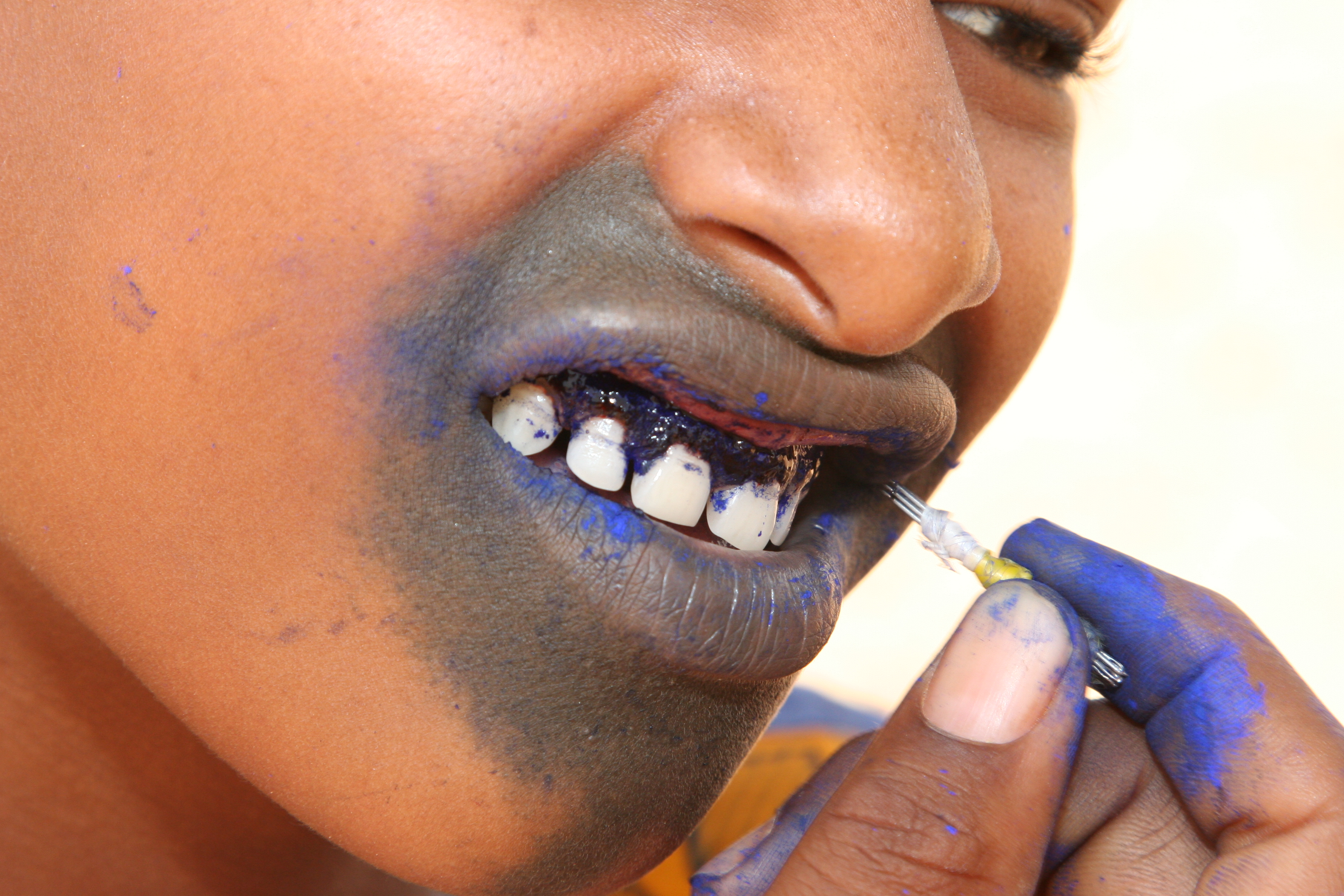
Tatouage des gencives chez une jeune fille peul du Mali.

Plusieurs ethnies, telles que les Peuls d'Afrique de l'ouest, pratiquent le tatouage des gencives.

### Ouvrages anciens
- M. Leroy de la Faudignère, Manière de prévenir et guérir les maladies des gencives et des dents, 1780
- Usage de l'infusion de Mr Brown, pour les dents, les gencives & l'haleine, 1791?
- Jean Baptiste Louis Aubry, Essai sur les maladies des gencives, 1816 (thèse)
- J. N. Boyaux, Du gonflement chronique et fongueux des gencives, 1853
- Louis Jules Saurel, Mémoire sur les tumeurs des gencives connues sous le nom d’épulies, 1858
- Gustave Delestre, Du ramollissement des gencives, 1861
- Louis Jailloux, Essai sur les maladies des dents et des gencives (thèse)